# 卡娅·卡内皮
卡娅·卡内皮（1985年6月10日—），愛沙尼亞前女子職業網球選手，現在居住於愛沙尼亞Bruneck，生涯單打最高排名為15（2012年8月20日），她是一位右手持拍、雙手反拍的網球選手，她最擅長的場地是紅土。

## 職業生涯
卡娅·卡内皮8歲開始打網球，她的父母支持她參加職業網球，她在2000年是ITF青少年的世界第一，獲得六項ITF賽事冠軍，她是愛沙尼亞女子網球選手排名的最高位。
2007年法國網球公開賽，她第一次參加大滿貫賽事，在第三輪以4-6, 6-1, 7-5敗給瑞士老將帕蒂·施尼德。
從2008年，她一直居住在愛沙尼亞哈普薩盧，她的教練為Luca Appino。

### 2006年
卡內皮在比利時的哈塞爾特的Gaz de France Stars，生涯首次打進WTA巡迴賽事決賽，在晉級過中擊敗不少好手，不過以6-3, 3-6, 6-4敗於地主頭號種子。

### 2007年
2007年澳網，第二輪以1-6, 6-3, 6-2敗於地主好手艾麗西亞·莫利克。印第安維爾斯大師賽，第二輪以2–6, 6–2, 6–1不敵最後該項賽事冠軍達妮埃拉·漢圖霍娃，邁阿密大師賽，第二輪敗於從外圍賽晉級的菲娜·杜舒芬娜。
7月，在Bad Gastein的賽事，四強以6-4, 6-2敗於義大利好手弗蘭切斯卡·斯基亞沃內。
她的年終排名為40。

### 2008年
2008年法網，卡內皮拍落眾多好手殺進八強，不過八強以7-5, 6-2敗於第四種子斯韦特兰娜·库兹涅佐娃。
卡內皮首次參加2008年溫網，不過在第一輪敗於前世界第一莎蓮娜·威廉絲。
2008年北京奧運，卡內皮在第三輪以4-6, 6-2, 6-0敗給地主選手李娜。
2008年美網，卡內皮在第二輪以2-6, 6-4, 6-0不敵前世界第一阿梅莉·毛瑞斯莫。
9月，東京泛太平洋公開賽，四強6-4, 64-7, 6-3不敵第五種子兼最後冠軍迪娜拉·薩芬娜。在南韓的韓國公開賽同樣打入四強，不過以6-4, 3-6, 6-4敗於最後冠軍瑪麗亞·基里連科。
10月，WTA第三級錦標賽日本公開賽，卡內皮闖進生涯第二個決賽，在決賽以6-2, 3-6, 6-1敗給丹麥新秀卡露蓮·禾絲妮雅姬。
她被愛沙尼亞的運動周刊封為最佳女性運動員。

### 2009年
2009年澳網，第一輪與前世界第四的日本選手伊達公子，二人奉獻了一場精彩的比賽，卡內皮最後以6-4, 4-6, 8-6獲勝，不過第三輪被第三種子迪娜拉·薩芬娜以6-2, 6-2直落二盤擊敗。
她也代表愛沙尼亞參加聯邦盃，與同胞瑪蕾特·阿尼，擊敗了不少強敵，如保加利亞、克羅埃西亞、白俄羅斯，在比賽過程中，他創造了女子網壇最快的發球速度，球速約196公里。
杜拜錦標賽，第三輪卡内皮以直落二盤6-2, 7-5擊敗第三種子耶萊娜·揚科維奇，在八強同樣以直落二盤6-3, 7-5擊敗葉連娜·韋斯寧娜，但四強被法國好手維吉妮·拉扎諾以直落二盤6-1, 2-6淘汰出局。
羅馬大師賽，作為十六種子，八強遭到維多利亞·阿扎連卡以直落二盤7-5, 6-3淘汰出局。馬德里大師賽，同樣作為十六種子，在第一輪中，卡内皮宣布退賽，使對手露絲·莎法洛法晉級第二輪。
2009年法網，第一輪意外地被哈薩克好手雅羅斯拉娃·施韋多娃以7-62, 3-6, 6-2淘汰出局。
2009年溫網，不過在第一輪遭到西班牙好手Carla Suarez Navarro淘汰出局。
加拿大大師賽與辛辛那提大師賽，卡内皮都是第一輪遭到淘汰。
2009年美網，卡内皮是第二十五種子，不過第一輪卻遭到從會外賽進入會內賽台灣小將張凱貞以6-0, 2-6, 6-2淘汰出局。
東京泛太平洋公開賽，第一輪同樣遭到張凱貞以直落二盤6-3, 6-3淘汰出局。

## WTA巡迴賽

### 女單亞軍 (2)
| 2008年之前          | 2009年之後        |
| ------------------- | ----------------- |
| 大滿貫賽事 (0)      |                   |
| WTA巡迴總決賽 (0)   |                   |
| WTA一級錦標賽事     | Premier Mandatory |
| WTA二級錦標賽事     | Premier 5         |
| WTA三級錦標賽事     | Premier           |
| WTA四及五級錦標賽事 | International     |

| 依場地分類 | 依場地分類 |
| ---------- | ---------- |
| 硬地       | 2          |
| 紅土       | 0          |
| 草地       | 0          |
| 室內地毯   | 0          |

| 次數 | 日期          | 賽事名稱            | 賽事地點       | 場地 | 決賽對手          | 比分          |
| 1.   | 2006年11月5日 | Gaz de France Stars | 比利時哈塞爾特 | 硬地 | 比利时            | 3-6, 6-3, 4-6 |
| 2.   | 2008年10月5日 | 日本公開賽          | 日本東京       | 硬地 | 卡露蓮·禾絲妮雅姬 | 2-6, 6-3, 1-6 |

## 大滿貫戰績表
| 大滿貫賽事         | 2006 | 2007 | 2008 | 2009 | 2010 | 2011 | 2012 | 2013 |
| ------------------ | ---- | ---- | ---- | ---- | ---- | ---- | ---- | ---- |
| 澳大利亞網球公開賽 | -    | 2R   | 1R   | 3R   | 2R   | 2R   | 2R   | A    |
| 法國網球公開賽     | 2R   | 1R   | QF   | 1R   | 2R   | 3R   | QF   |      |
| 溫布頓網球錦標賽   | 1R   | 2R   | 1R   | 1R   | QF   | 1R   | A    |      |
| 美國網球公開賽     | 3R   | 1R   | 2R   | 1R   | QF   | 2R   | A    |      |

## 外部連結
- 官方网站（英文）
- 卡娅·卡内皮的国际女子网球协会官方資料（英文）
- 卡娅·卡内皮的國際網球總會 職業／青少年 官方資料（英文）
- Fed Cup - Player profile - Kaia KANEPI (EST) （页面存档备份，存于）